# ريان مكورت
ريان مكورت هو نحات كندي، ولد في 23 فبراير 1975 في إدمونتون في كندا.